# Uniform Resource Name

Eulerův diagram vztah URN, URI a URL

URN (celým názvem Uniform Resource Name – „jednotné jméno zdroje“). URN používá „urn“ schéma a neřeší dostupnost identifikovaného zdroje. URN spolu s URL tvoří URI.
Funkční požadavky pro URN jsou popsány v internetové normě RFC 1737. URN jsou součástí větší internetové informační architektury, která se skládá z jednotných identifikátorů jmen (URN), jednotný charakteristik zdroje (URC) a jednotných identifikátorů zdroje (URL). Každý z nich má specifický význam:
- URN se používají k identifikaci zdroje,
- URC pro zařazení meta-informace,
- URL pro vyhledání nebo hledání zdrojů.

Internetová norma RFC 2141 („internetová norma URN syntaxe“) říká:
URN mají sloužit jako trvalé lokačně-nezávislé identifikátory zdroje a jsou navrženy tak, aby snadno mapovaly ostatní jmenné prostory do prostorů URN. To znamená, že se jedná o identifikaci zdroje na internetu, která jednoznačně a trvale určí umístění zdroje bez ohledu na doménu nebo server, na kterém je uložen. Proto URN syntaxe poskytuje prostředky pro enkódování znakových dat a to ve formě, kterou mohou poslat existující protokoly nebo být přepsány na většině klávesnic atd.
Stojí za zmínku, že jak je uvedeno v internetové normě RFC 3986,
výraz „jednotný identifikátor jména“ (URN) byl v historii používán pro oba identifikátory (URI) v „urn“ schématu (internetová norma RFC 2141), které musí zůstat globálně jedinečné a trvalé, i když zdroj zanikne nebo je nadále nedostupný a pro každá jiná URI s vlastnostmi jména.

## URN syntaxe
internetová norma RFC 2141 (z května 1997 – Požadavky diskuse a návrhy na zlepšení) popisuje syntaxi URN takto:
<URN> ::= „urn:“ <NID> „:“ <NSS>
kde <NID> je jmenný prostor identifikátoru, <NSS> je specifický řetězec jmenného prostoru. Fráze v uvozovkách jsou povinné. „urn:“ sekvence je case-insensitive (tj. necitlivé na velikost písmen). Jmenný prostor ID určuje syntaktický výklad specifického jmenného prostoru řetězce (NSS). Proces registrace jmenného prostoru URN je definován v internetové normě RFC 3406.

## Srovnání s URL
URN specifikuje zdroj a ne cestu k jeho dosažení. URN je něco jako jméno osoby, zatímco URL je něco jako adresa ulice. URN definuje něčí/něčeho identitu, kdežto URL určuje umístění. V podstatě „co“ vs. „kde“.
URN jsou často srovnávána s ISBN systémem, který jednoznačně identifikuje knihy. Ve skutečnosti je možné zakódovat ISBN jako URN. Máte-li jedinečný identifikátor knihy můžete o knize diskutovat, říci zda jste ji četli, užili si ji atd. Chcete-li si ale knihu přečíst, musíte znát její umístění (např.: noční stolek, umístění v knihovně atd). Takže URN a URI se často vzájemně doplňují. Např.: můžete diskutovat o internetové normě RFC 3187, kterou naleznete buďto pomocí URN: urn:ietf:rfc:3187 nebo pomocí URL: http://tools.ietf.org/html/rfc3187.html. U obou dostanete stejný výsledek.

## Příklady
urn:isbn0451450523 : URN pro Poslední jednorožec (knihu z roku 1968), identifikovanou pomocí jejího čísla knihy.
urn:isan0000-0000-9E59-0000-O-0000-0000-2 : URN pro Spider-Man (film z roku 2002) identifikovaný jeho audiovizuálním číslem.
urn:issn0167-6423 : URN pro Věda počítačového programování (vědecký časopis), identifikovaný jeho sériovým číslem.
urn:ietfrfc:2648 : URN pro IETF RFC 2648.
urn:mpegmpeg7:schema:2001 : Výchozí pravidla jmenného prostoru pro MPEG-7 videometadata.
urn:oid2.16.840 : URN korespondující k OID pro Spojené státy americké.
urn:uuid6e8bc430-9c3a-11d9-9669-0800200c9a66 : URN používající verzi 1 UUID.

### Nestandardní používání
Níže jsou uvedeny příklady pro nestandardní URN, tj. identifikátory, které nepoužívají oficiálně registrované (přes RFC 3406) jmenné prostory, které mají definovanou syntaxi v RFC 2141.
urn:www.agxml.orgschemas:all:2:0
Nestandardní URN reprezentující jmenný prostor pro „Agricultural Markup Language 2.0 for Grain and Oilseed Business“.
urn:sha1YNCKHTQCWBTRNJIV4WNAE52SJUQCZO5C
Nestandardní URN reprezentující specifický MP3 soubor Já mám sen což je projev Martina Luthera Kinga s SHA-1 hashovaným Base32 encodováním.
urn:treetiger:BL5OM7M75DWHAXMFZFJ23MU3LVMRXKFO6HTGUTY
Nestandardní URN reprezentující stejný MP3 soubor tentokrát za použití Tiger Tree hash. Oba tyto systémy mohou být použity k vyhledání dat o konkrétních souborech, například pomocí Bitzi.
urn:sici1046-8188(199501)13:1%3C69:FTTHBI%3E2.0.TX;2-4
Nestandardní URN pro specifický článek v časopisu „ACM transakcí v Informačních systémech“, identifikován pomocí procentuálního enkódování SICI kódu.

## Resolvery
URN resolver je zodpovědný za zahájení a pořadí dotazů, které v konečném důsledku vedou k plnému vyřešení (překladu) URN jména nebo rozlišení požadavku, např.: žádost překladu jména URN na URL.
Příklad URN resolveru na straně serveru v internetové normě RFC 2169.